# Phayllos (Phoker)
Phayllos (altgriechisch Φάυλλος Pháyllos; † 351 v. Chr.), Bruder von Philomelos und Onomarchos, war ein Herrscher im antiken Phokis.

## Geschichte
Als die Phoker unter dem Oberbefehl von Onomarchos im Dritten Heiligen Krieg 353 v. Chr. gegen die Thessaler kämpften, kam Phayllos als strategos mit einer Truppe von 7000 Soldaten dem pheräischen Tyrannen Lykophron gegen Philipp von Makedonien  zu Hilfe. Nach dem Tod des Onomarchos herrschte Phayllos als strategos autokrator über Phokis. Mit einem Heer von Söldnern und Bundesgenossen fiel er in Boiotien und Lokris ein, wurde aber letztlich stets zurückgeschlagen. 
Phayllos’ Leidenschaft für Frauen war berüchtigt; er plünderte sogar Weihegaben im Heiligtum von Delphi, um sie seinen Umworbenen zu schenken. Ehe eine „auszehrende Krankheit“ zu seinem frühen Tod im Jahr 351 v. Chr. führte, bestimmte Phayllos seinen Neffen Phalaikos als Nachfolger.

## Mythologie
Mit dem geraubten Halsband der Harmonia gewann Phayllos die Gunst der Gemahlin des oitaiischen Feldherrn Ariston. Ihr Sohn geriet darüber so in Wut, dass er seine Mutter mitsamt dem Geschmeide verbrannte.